# Kajaanin Hokki
Kajaanin Hokki (w skrócie Hokki) – fiński klub hokejowy z siedzibą w Kajaani.

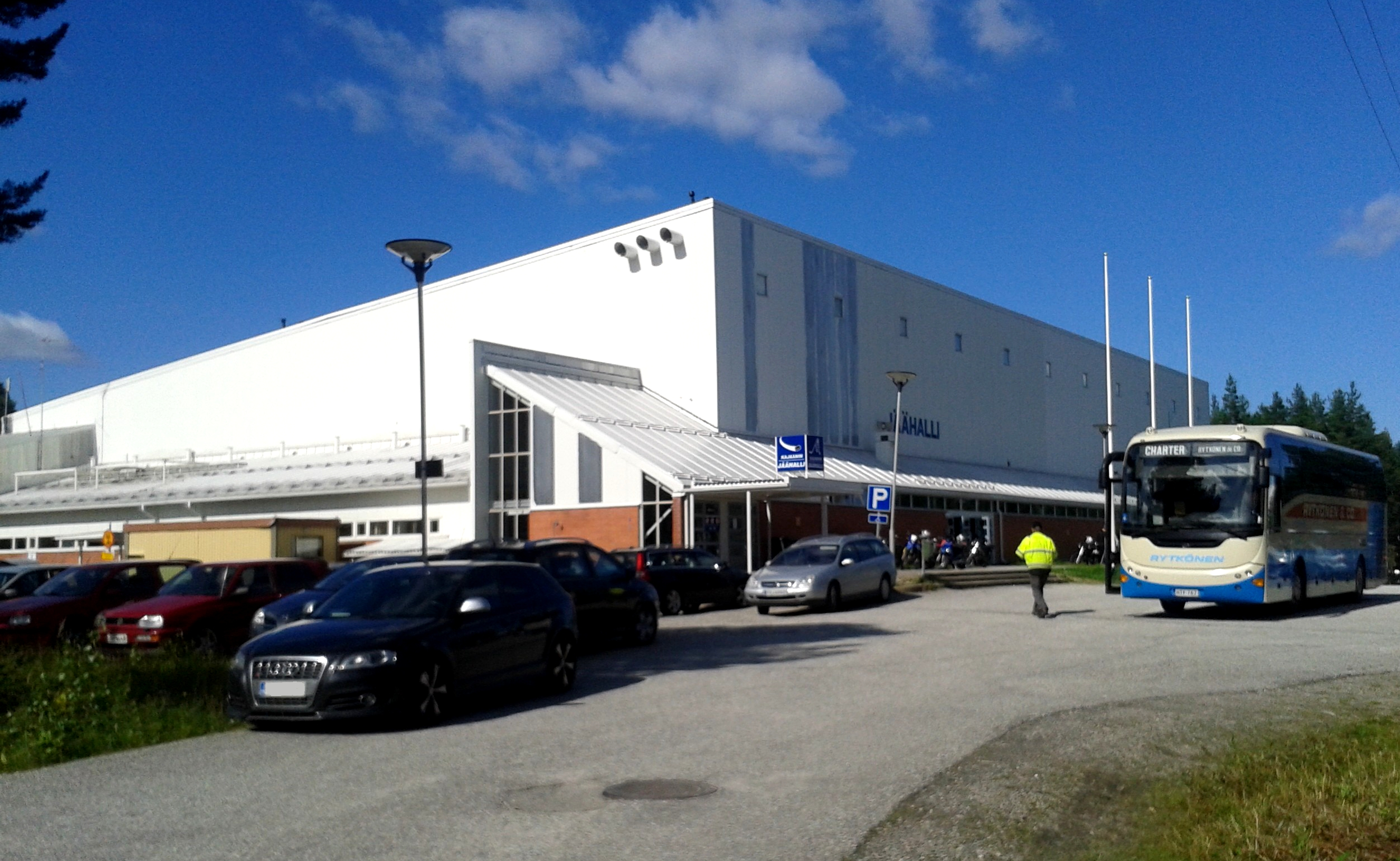
Lodowisko klubu

Zespół został drużyną farmerską dla klubu Kärpät w rozgrywkach Liiga.

## Sukcesy
- Złoty medal Suomi-sarja: 2002, 2019
- Awans do Mestis: 2002
- Złoty medal Mestis: 2007
- Srebrny medal Mestis: 2008, 2016
- Brązowy medal Mestis: 2009, 2015